# Олев, Наум Миронович
Наум Миронович Олев (настоящая фамилия — Розенфельд; 22 февраля 1939, Москва — 9 апреля 2009) — советский и российский поэт-песенник, журналист, переводчик, киноактёр. С 1988 года был видным галеристом Москвы и принимал участие в её светской жизни.

## Биография
Родился 22 февраля 1939 года в еврейской семье, не связанной с искусством. Мать работала учительницей, преподавала историю СССР, отец заведовал авторемонтными мастерскими. Учился в Тартуском университете (Эстония) и Московском историко-архивном институте, но ни тот, ни другой не окончил.
Уже в юности начал писать стихи. В 1958 году почти случайно снялся в известном советском детективе «Дело „пёстрых“». Печатался как журналист в «Вечерней Москве». В те годы взял псевдоним Олев, чтобы его не принимали за сына Михаила Розенфельда — прославленного военкора «Комсомольской правды», погибшего на фронте. В начале 1960-х годов работал в издательстве «Художественная литература» в редакции литературы стран Латинской Америки — переводил с испанского языка.
В то же время, благодаря композитору Оскару Фельцману, переключился с просто стихов на тексты к песням. Со временем стал широко известен в музыкальных кругах СССР.
Позднее стал писать песни и для кино: ему принадлежат тексты песен из кинофильмов «Человек в проходном дворе», «Миссия в Кабуле», «Трест, который лопнул», «Мэри Поппинс, до свидания!», «Остров сокровищ» и других. Вокально-инструментальная сюита «Век № 20» (1985) для рок-группы «Автограф».
Наум Олев — автор стихов к песням Юрия Саульского, Оскара Фельцмана, Александра Флярковского, Дмитрия Данина, Раймонда Паулса, Александра Журбина, Татьяны Островской, Максима Дунаевского, Владимира Быстрякова, Игоря Матвиенко, Александра Клевицкого, Геннадия Александрова и других композиторов.

Олев — это очень дорогой для меня человек, он сыграл важнейшую роль в моей жизни. Он был прекрасным человеком, замечательным, совершенно не похожим на других поэтом. Он ушёл слишком рано, был полон творческих сил, и в последние годы Наум Миронович много писал для мюзиклов и для кинофильмов
— Оскар Фельцман
Всего создал несколько сотен песен, которые исполняли самые известные советские и российские артисты, среди которых Эдита Пьеха, Алла Пугачёва, Иосиф Кобзон, Михаил Боярский, Ольга Кормухина, Николай Караченцов, Павел Смеян, Муслим Магомаев, Валерий Леонтьев, Жанна Горощеня, Михаил Чуев, Людмила Гурченко, Ренат Ибрагимов, Тамара Миансарова, Эдуард Хиль, Юрий Гуляев, Гелена Великанова, Лариса Мондрус, Вадим Мулерман, Аида Ведищева, Лев Лещенко, Ирина Понаровская, Любовь Успенская и другие популярные исполнители.
В 1988 году Наум Олев открыл галерею «Зеро», где выставлял работы ведущих московских художников, и до конца жизни работал галеристом. Галерея проводила выставки за рубежом и в России и являлась постоянным участником столичных арт-салонов. С 1989 года Олев перестал сочинять стихи и вернулся к поэзии лишь в последние годы жизни — написал стихи для мюзикла «Ромео и Джульетта» (2004) и стихи к новогоднему проекту Первого канала «Двенадцать стульев» (2005), а также начал работу с Павлом Смеяном над новым музыкально-поэтическим циклом, для которого были созданы композиции «Болдинская осень», «Трефовая масть» и другие. Снялся в качестве актёра в фильме «Бродвей моей юности» (1996).
Наума Олева называли «бывалым циником», сам себя он в шутку, перефразируя собеседника, как-то назвал «злостным романтиком»:
…У меня лицо, как вы видите, не самое приветливое, выражение далеко от романтического настроя. Скажу больше: в Голландии друзья возили меня на какие-то свои мафиозные разборки. Я должен был играть роль «крестного отца» — почти без слов, только предъявить врагам физиономию. Договаривающиеся стороны собирались в ресторанчике, обсуждали свои сложные взаимоотношения, и тут с некоторым опозданием, как и было предусмотрено сценарием, входил я. Вставал рядышком, руки в карманах, тяжёлым взглядом обводил всех присутствующих, которые напряженно молчали, и со значением вопрошал: «Как дела?» Мои ребята как бы успокаивали: «Да вроде всё нормально». — «Ну смотрите, — пожимал я плечами, — а то я…» — «Нет-нет, ничего, мы тут сами!» Вопросы, естественно, всегда решались в «нашу» пользу.
Наум Олев умер от болезни в австрийском госпитале 9 апреля 2009 года.. Похоронен в Москве, на Донском кладбище (1 уч.).

Могила поэта Н. М. Олева на Новом Донском кладбище в Москве

## Семья
- Брат — Пётр Миронович Олев (род. 1955), актёр и сценарист, живёт в Германии.
- Сын — Савелий Наумович Олев.

## Награды и премии
- Гранд-премия «КиноВатсон» (2009)[9].

## Фильмография

### Автор текстов песен
- 1970 — Миссия в Кабуле
- 1971 — Человек в проходном дворе
- 1975 — Повторная свадьба
- 1981 — Семь счастливых нот
- 1981 — Долгий путь в лабиринте
- 1982 — Трест, который лопнул
- 1983 — Зелёный фургон
- 1983 — Мэри Поппинс, до свидания!
- 1983 — Последний довод королей
- 1984 — По дороге с облаками
- 1986 — Новые сказки Шахерезады
- 1987 — Случай в аэропорту
- 1987 — Я ей нравлюсь
- 1988 — Остров сокровищ
- 1989 — Светлая личность
- 1991 — Звезда шерифа
- 2005 — Двенадцать стульев

## Песни
Песни исполнителей:
- «Старый трамвай» (М. Дунаевский, Д. Данин — Н. Олев; исполняет Михаил Боярский)
- «Не верьте январю» (А. Клевицкий — Н. Олев; исполняет Павел Смеян)
- «Сальто-Мортале» (А. Клевицкий — Н. Олев; исполняет Павел Смеян)
- «Болдинская осень» (П. Смеян — Н. Олев; исполняет Павел Смеян)
- «Крик птицы» (П. Смеян — Н. Олев; исполняет Павел Смеян)
- «Трефовая масть» (П. Смеян — Н. Олев; исполняет Павел Смеян)
- «Жизнь на грани риска» (Д. Данин — Н. Олев; исполняет Павел Смеян)
- «Рафаэль» (Д. Данин — Н. Олев; исполняет Павел Смеян)
- «Ностальгия» (Д. Данин — Н. Олев; исполняет Дмитрий Данин и группа «Одесса-мама»)
- «Не судьба!» (Д. Данин — Н. Олев; исполняет Марк Айзикович)
- «Бюро погоды» (О. Фельцман — Н. Олев; исполняет Николай Караченцов)
- «Осень» (Т. Островская — Н. Олев; исполняет Николай Караченцов)
- «Поезд» (В. Мигуля — Н. Олев; исполняет Владимир Мигуля)
- «Посреди зимы» (П. Слободкин — Н. Олев; исполняет Алла Пугачёва и ВИА «Весёлые ребята»)
- «Ливень» (В. Быстряков — Н. Олев; исполняют Павел Смеян и Наталья Ветлицкая)
- «За полчаса до весны» (О. Фельцман — Н. Олев; ВИА «Песняры», соло Владимир Мулявин)
- «Манжерок» (О. Фельцман — Н. Олев; исполняет Эдита Пьеха)
- «Робинзоны» (О. Фельцман — Н. Олев; исполняет Олег Анофриев)
- «Татьянин день» (Ю. Саульский — Н. Олев)
- «Песня о Володе Дубинине» (В. Шаинский — Н. Олев; Большой детский хор Всесоюзного радио и Центрального телевидения, исполняет Серёжа Парамонов)
- «Проходят годы» (А. Гаев — Н. Олев; ВИА «Весёлые ребята», исполняет Игорь Гатауллин)
- «Помоги мне, дождик» (В. Добрынин — Н. Олев; исполняет ВИА «Поющие сердца»)
- «Эй, мушкетёры» (В. Добрынин — Н. Олев; исполняет Алла Пугачёва и ВИА «Весёлые ребята»)
- «Я вас люблю» (В. Добрынин — Н. Олев; исполняет Лев Лещенко и Алла Пугачёва)
- «Я тебя недолюбил» (И.Матвиенко - Н.Олев; Исполняет Группа «Рондо»)

Песни из фильмов и мультфильмов:
- «Гусарская рулетка» (М. Дунаевский — Н. Олев; фильм «Долгий путь в лабиринте», исполняет Алла Будницкая)
- «Двадцатый год» (М. Дунаевский — Н. Олев; фильм «Зелёный фургон», исполняет Дмитрий Харатьян)
- «Ты где, июль?» (М. Дунаевский — Н. Олев; фильм «Зелёный фургон», исполняет Дмитрий Харатьян)
- «Непогода» (М. Дунаевский — Н. Олев; фильм «Мэри Поппинс, до свидания!», исполняет Павел Смеян)
- «Леди Совершенство» (М. Дунаевский — Н. Олев; фильм «Мэри Поппинс, до свидания!», исполняет Татьяна Воронина)
- «Цветные сны» (М. Дунаевский — Н. Олев; фильм «Мэри Поппинс, до свидания!», исполняет Татьяна Воронина)
- «33 коровы» (М. Дунаевский — Н. Олев; фильм «Мэри Поппинс, до свидания!», исполняет Павел Смеян)
- «Листья жгут» (М. Дунаевский — Н. Олев; фильм «Семь счастливых нот», исполняют Михаил Боярский; Ирина Гущева; Марк Айзикович и Людмила Ларина)
- «Семь нот» (М. Дунаевский — Н. Олев; фильм «Семь счастливых нот», исполняет Ирина Гущева)
- «До свадьбы заживёт» (М. Дунаевский — Н. Олев; фильм «Семь счастливых нот», исполняют Ольга Вардашева и Ирина Гущева)
- «Наедине с дождём» (М. Дунаевский — Н. Олев; фильм «Семь счастливых нот», исполняет Ольга Вардашева)
- «Любить» (М. Дунаевский — Н. Олев; фильм «Семь счастливых нот», исполняет Ирина Гущева)
- «Хрустальный замок на песке» (М. Дунаевский — Н. Олев; фильм «Семь счастливых нот», исполняет Ирина Гущева)
- «Лев и брадобрей» (М. Дунаевский — Н. Олев; фильм «Мэри Поппинс, до свидания!», исполняет Татьяна Воронина)
- «Ветер перемен» (М. Дунаевский — Н. Олев; фильм «Мэри Поппинс, до свидания!», исполняют Павел Смеян и Татьяна Воронина)
- «Верь в доброго человека» (Г. Александров — Н. Олев; фильм «Случай в аэропорту», исполняет Леонид Белый)
- «Песенка о трёх китах» (М. Дунаевский — Н. Олев; фильм «Трест, который лопнул», исполняют Павел Смеян и Николай Караченцов)
- «Ярмарка, базар, продажа…» (М. Дунаевский — Н. Олев; фильм «Трест, который лопнул», исполняют Павел Смеян и Николай Караченцов)
- «Вакханалия азарта» (М. Дунаевский — Н. Олев; фильм «Трест, который лопнул», исполняют Павел Смеян и Николай Караченцов)
- «Суперстрасть» (М. Дунаевский — Н. Олев; фильм «Трест, который лопнул», исполняют Павел Смеян и Николай Караченцов)
- «Огни большого города» (М. Дунаевский — Н. Олев; фильм «Трест, который лопнул», исполняют Павел Смеян и Николай Караченцов)
- «Суть джентльмена» (М. Дунаевский — Н. Олев; фильм «Трест, который лопнул», исполняют Павел Смеян и Николай Караченцов)
- «Любовь — наш господин» (М. Дунаевский — Н. Олев; фильм «Трест, который лопнул», исполняют Павел Смеян и Николай Караченцов)
- «Месть» (М. Дунаевский — Н. Олев; фильм «Трест, который лопнул», исполняют Павел Смеян и Николай Караченцов)
- «Не подходи ко мне» (В. Быстряков — Н. Олев; фильм «Звезда Шерифа», исполняет Ольга Кормухина)
- «Законы жанра» (М. Дунаевский — Н. Олев; фильм «Трест, который лопнул», исполняют Павел Смеян и Николай Караченцов)
- «Танго Сильвера» (В. Быстряков — Н. Олев; мультфильм «Остров сокровищ», исполняет Армен Джигарханян)
- «Шанс» (В. Быстряков — Н. Олев; мультфильм «Остров сокровищ», исполняют Олег Шеременко, Анна Лев и ансамбль «Фестиваль»)
- «Песня о вреде курения» (В. Быстряков — Н. Олев; мультфильм «Остров сокровищ», исполняют Евгений Паперный, Олег Шеременко и ансамбль «Фестиваль»)
- «Песенка друзей» (В. Быстряков — Т. Макарова и Н. Олев; мультфильм «По дороге с облаками» исполняют Зинаида Нарышкина, Зоя Пыльнова)
- «Две любви» (Г. Александров — Н. Олев; фильм «Случай в аэропорту», исполняет Павел Смеян)
- «Углы» (Г. Александров — Н. Олев; фильм «Случай в аэропорту», исполняет Павел Смеян)
- «Песня про джинна» (Г. Александров — Н. Олев; фильм «Случай в аэропорту», исполняет Павел Смеян)
- «Я уже влюбился» (Г. Александров — Н. Олев; фильм «Я ей нравлюсь», исполняет Павел Смеян)
- «Одинаковые люди» (М. Дунаевский — Н. Олев; фильм «Светлая личность», исполняет Николай Караченцов)
- «Душа» (М. Дунаевский — Н. Олев; фильм «Светлая личность», исполняет Николай Караченцов)
- «Здесь был Вася!» (М. Дунаевский — Н. Олев; фильм «Светлая личность», исполняет Николай Караченцов)
- «Давай поговорим» (М. Дунаевский — Н. Олев; фильм «Светлая личность», исполняет Николай Караченцов)
- «Копакабана» (М. Дунаевский — Н. Олев; фильм «Светлая личность», исполняет Алина Витебская)
- «Это было» (Г. Александрова — Н. Олев; фильм «Джура — охотник из Мин-Архара», исполняет Руль)
- «Морская пехота» (В. Быстряков — Н. Олев; фильм «Последний довод королей», исполняет Валерий Леонтьев)
- «Охота» (В. Быстряков — Н. Олев; фильм «Последний довод королей», исполняет Валерий Леонтьев)
- «Семейный портрет» (В. Быстряков — Н. Олев; фильм «Последний довод королей», исполняет Валерий Леонтьев)
- «Скачки» (В. Быстряков — Н. Олев; фильм «Последний довод королей», исполняет Валерий Леонтьев)
- «Счастливое детство» (В. Быстряков — Н. Олев; фильм «Последний довод королей», исполняет Валерий Леонтьев)
- «Секретная служба» (В. Быстряков — Н. Олев; фильм «Последний довод королей», исполняет Валерий Леонтьев)
- «Туманная баллада» (В. Быстряков — Н. Олев; фильм «Последний довод королей», исполняет Валерий Леонтьев)
- «Морская миля» (В. Быстряков — Н. Олев; фильм «Последний довод королей», исполняет Валерий Леонтьев)
- «Песенка о капрале» (В. Быстряков — Н. Олев; фильм «Последний довод королей», исполняет Валерий Леонтьев)
- «Штат Невада» (В. Быстряков — Н. Олев; фильм «Последний довод королей», исполняет Валерий Леонтьев)
- «Happy End»» (В. Быстряков — Н. Олев; фильм «Последний довод королей», исполняет Валерий Леонтьев)